# Olšany (ort i Tjeckien, Olomouc)
Olšany är en ort i Tjeckien.   Den ligger i regionen Olomouc, i den östra delen av landet, 170 km öster om huvudstaden Prag. Olšany ligger 320 meter över havet och antalet invånare är 1 108.
Terrängen runt Olšany är kuperad norrut, men söderut är den platt. Olšany ligger nere i en dal. Runt Olšany är det tätbefolkat, med 266 invånare per kvadratkilometer. Närmaste större samhälle är Šumperk, 8,0 km öster om Olšany. I omgivningarna runt Olšany växer i huvudsak blandskog.